# Rhadinesthes decimus
Rhadinesthes decimus es una especie de pez de la familia Stomiidae en el orden de los Stomiiformes.

## Morfología
Los machos pueden llegar alcanzar los 41 cm de longitud total.

## Alimentación
Come peces hueso y crustáceos.

## Hábitat
Es un pez de mar y de aguas profundas que vive entre 0-4.900 m de profundidad.

## Distribución geográfica
Se encuentra desde el Mar Cantábrico hasta Mauritania Namibia, Islandia el Índico tropical, el Pacífico sur y el Pacífico norte central .